# 布萊克霍克鎮區 (愛荷華州格蘭迪縣)
布萊克霍克鎮區（英語：Black Hawk Township）是位於美國愛荷華州格蘭迪縣的一個行政鎮區。

## 地方資料
根據2010年美國人口普查的數據，布萊克霍克鎮區的面積為93.78平方千米，當中陸地面積為93.77平方千米，而水域面積為0.01平方千米。當地共有人口1928人，而人口密度為每平方千米20.56人。